# Стара Церкев
Стара Церкев (словен. Stara Cerkev) — поселення в общині Кочев'є, регіон Південно-Східна Словенія, Словенія. Висота над рівнем моря: 477,2 м.